# Maszoperia
Maszoperia (Kashubian; tiếng Hà Lan: maatschappij, có nghĩa là công ty hoặc xã hội, số nhiều: maszoperie) là một tổ chức kinh tế xã hội của ngư dân Kashubia ven biển, đặc biệt là từ các làng Kashubia trên Bán đảo Hel (Chałupy, Kuźnica, Jastarnia).

## Văn chương
- Bernard Sychta. Słownik gwar kaszubskich na tle kultury ludowej, Ossolineum, Wrocław - Warszawa - Kraków 1969, tom III, s. 57